# Elias W. Leavenworth

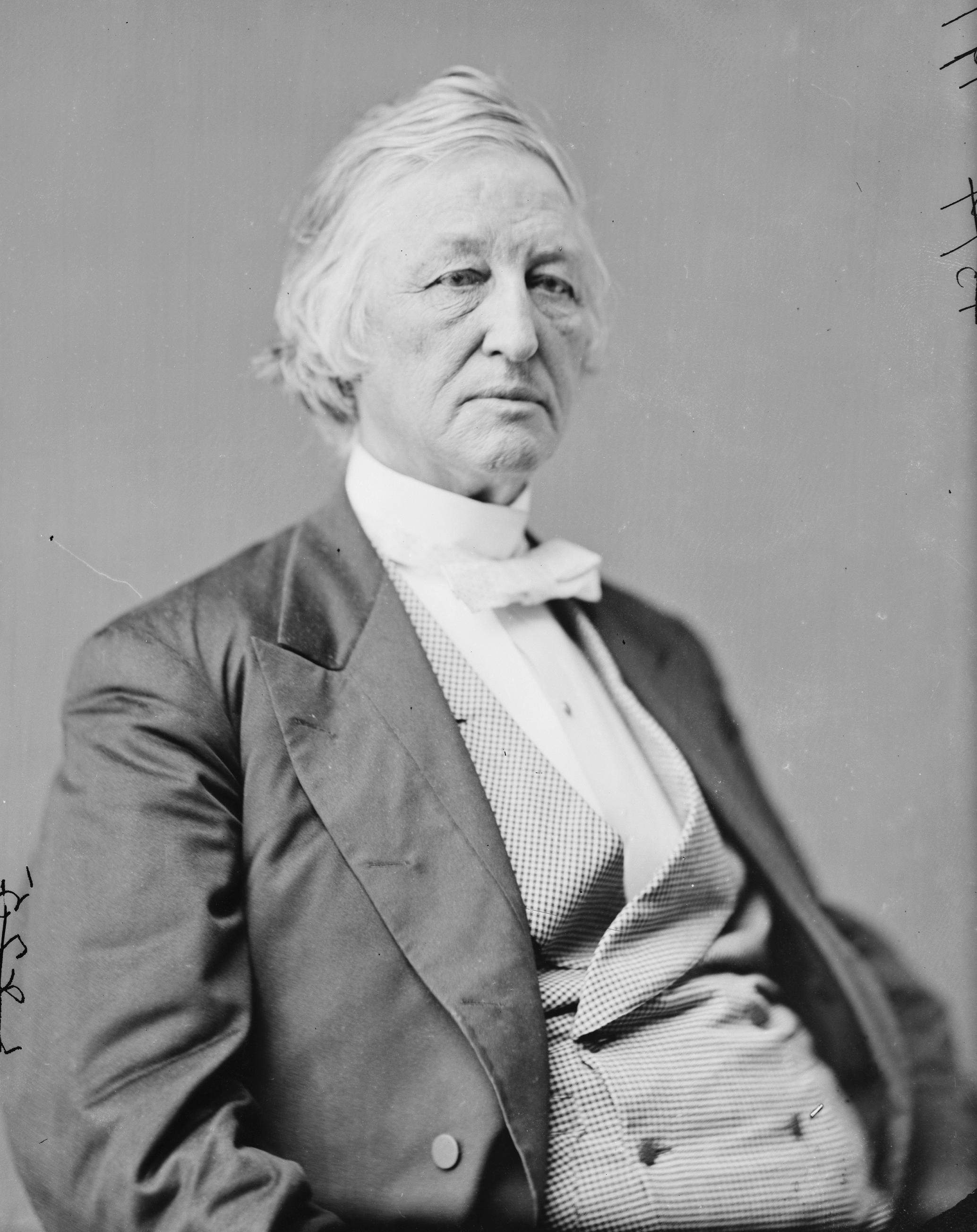
Elias W. Leavenworth

Elias Warner Leavenworth (* 20. Dezember 1803 in Canaan, New York; † 25. November 1887 in Syracuse, New York) war ein US-amerikanischer Jurist und Politiker. Zwischen 1875 und 1877 vertrat er den Bundesstaat New York im US-Repräsentantenhaus.

## Werdegang
Die Familie zog 1806 nach Great Barrington (Massachusetts). Er besuchte die Hudson Academy. 1824 graduierte er am Yale College. Er studierte zwischen 1825 und 1827 in Great Barrington und an der Litchfield Law School Jura. Nach dem Erhalt seiner Zulassung als Anwalt 1827 begann er in Syracuse zu praktizieren. Er ging bis 1850 dieser Tätigkeit nach, als er diese wegen seines Gesundheitszustandes aufgeben musste. Leavenworth diente in der Miliz von New York. Er wurde mehrere Male befördert, zuletzt 1836 zum Brigadegeneral. Dann war er zwischen 1839 und 1841 und in den Jahren 1846 und 1847 Präsident der Village von Syracuse und in den Jahren 1849, 1850, 1859 und 1860 Bürgermeister der City. Leavenworth saß 1850 und 1857 in der New York State Assembly. Er war 1854 und 1855 Secretary of State von New York. Politisch gehörte er der Republikanischen Partei an. 1860 war er Präsident der Republican State Convention. Nach dem Abkommen mit der Granada-Konföderation in Washington, D.C. ernannte ihn 1861 Präsident Abraham Lincoln zum Kommissar für die Vereinigten Staaten – ein Posten, den er bis 1862 innehatte. Er wurde 1865 zum Präsidenten im Board of Commissioners ernannt, um den Standort für das staatliche Asyl für Blinde zu bestimmen, und zum Trustee für das staatliche Asyl für Geisteskranke. 1875 war er Mitglied der New York and New Jersey Boundary Line Commission. Bei den Kongresswahlen des Jahres 1874 für den 44. Kongress wurde Leavenworth im 25. Wahlbezirk von New York in das US-Repräsentantenhaus in Washington, D.C. gewählt, wo er am 4. März 1875 die Nachfolge von Clinton D. MacDougall antrat. Da er auf eine erneute Kandidatur 1876 verzichtete, schied er nach dem 3. März 1877 aus dem Kongress aus. Danach ging er in Syracuse wieder seinen früheren Geschäftsaktivitäten nach, wo er am 25. November 1887 verstarb. Sein Leichnam wurde auf dem Oakwood Cemetery beigesetzt.